# Грюнхайн-Байерфельд
Грюнхайн-Байерфельд (нем. Grünhain-Beierfeld) — город в Германии, в земле Саксония. Подчинён административному округу Кемниц. Входит в состав района Рудные Горы (район Германии).  Население составляет 6253 человека (на 31 декабря 2010 года). Занимает площадь 22,26 км². Официальный код района 14 1 91 050.
Город подразделяется на 3 городских района.

## Галерея

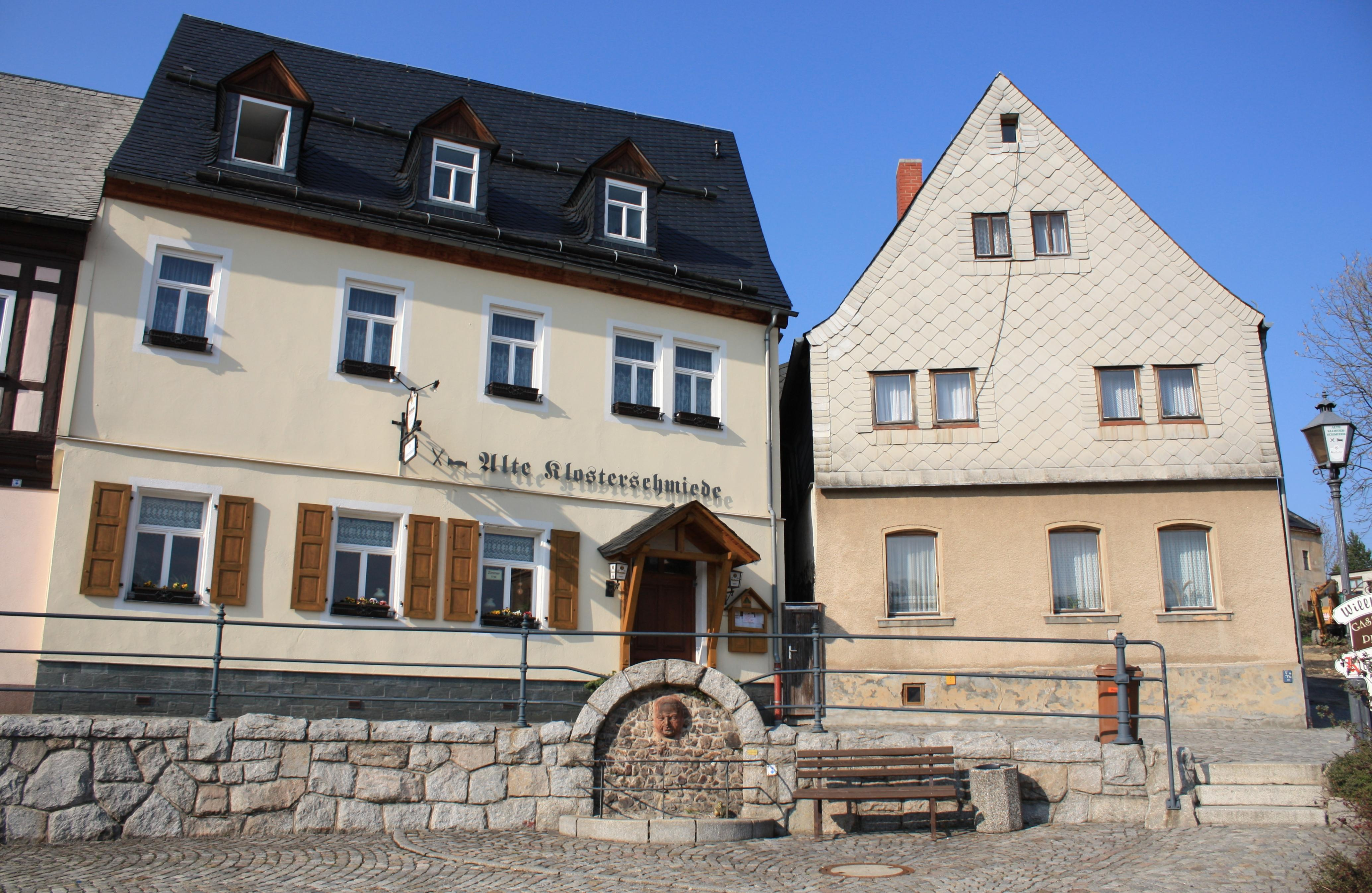
Фонтан Монахов и Старинный монастырь
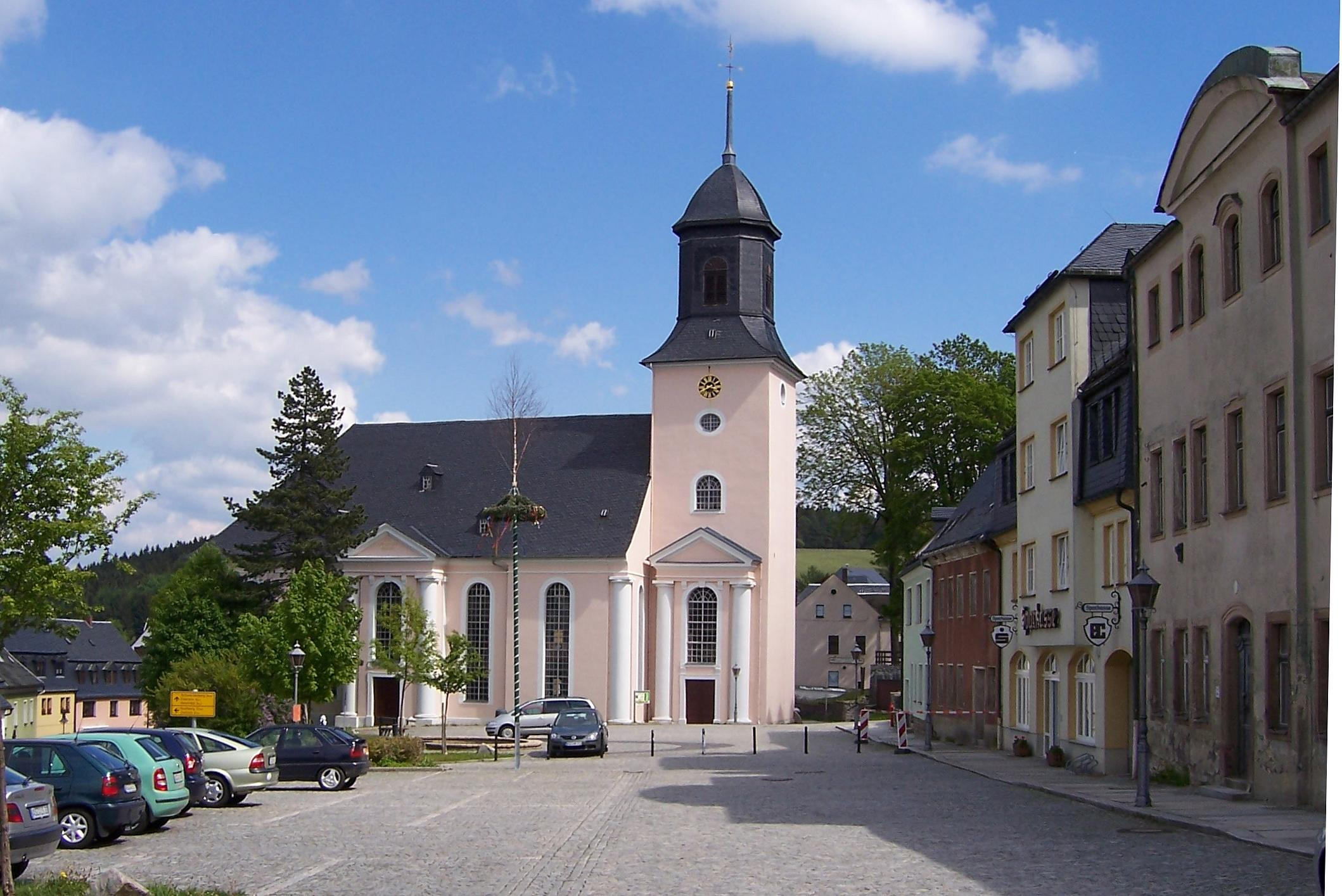
Церковь Св. Николая в Грюнхайне
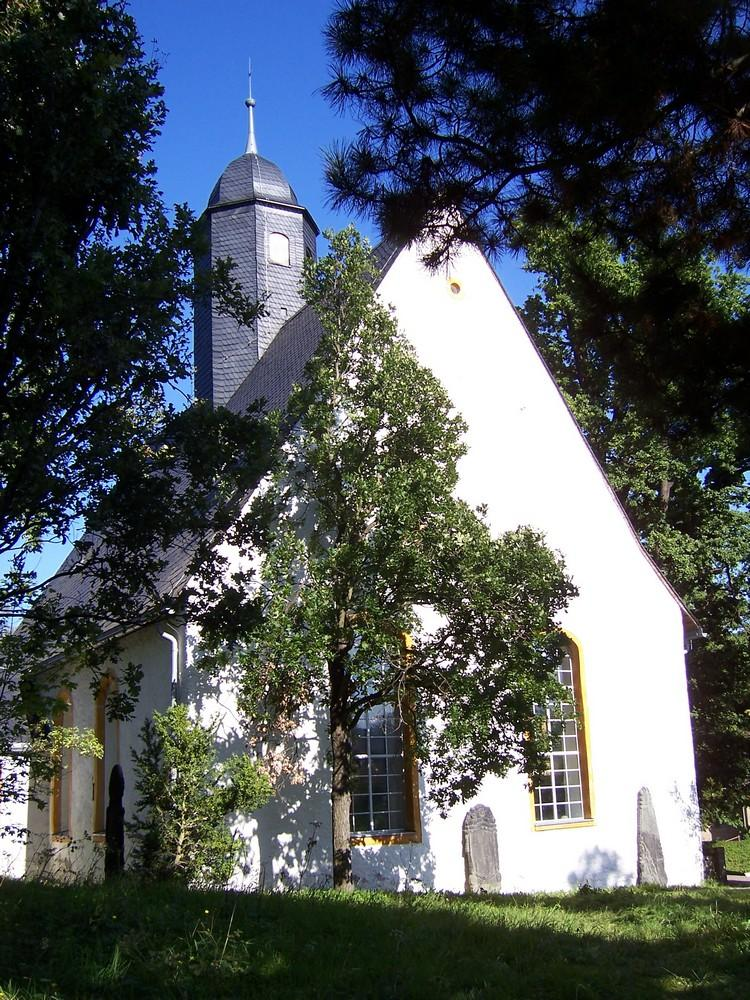
Церковь Петра и Павла в Байерфельде
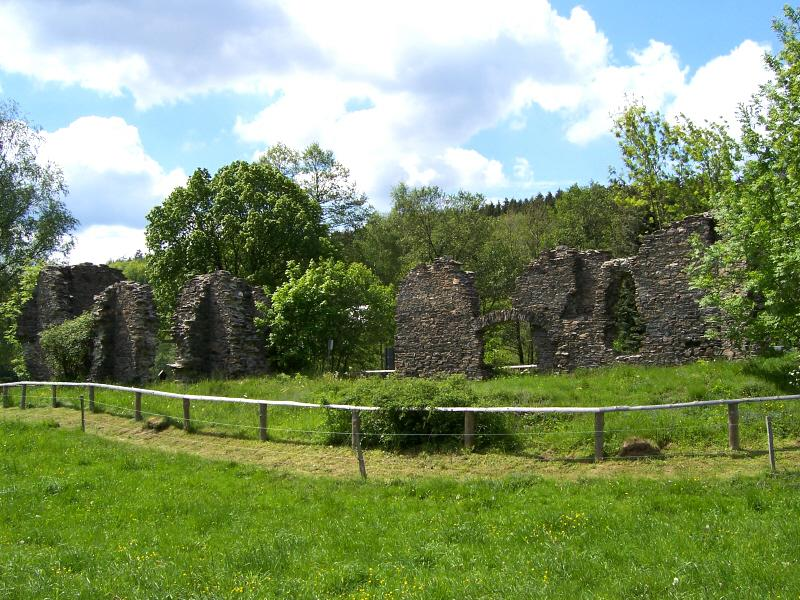
Руины Дудельского собора в Ушлейте
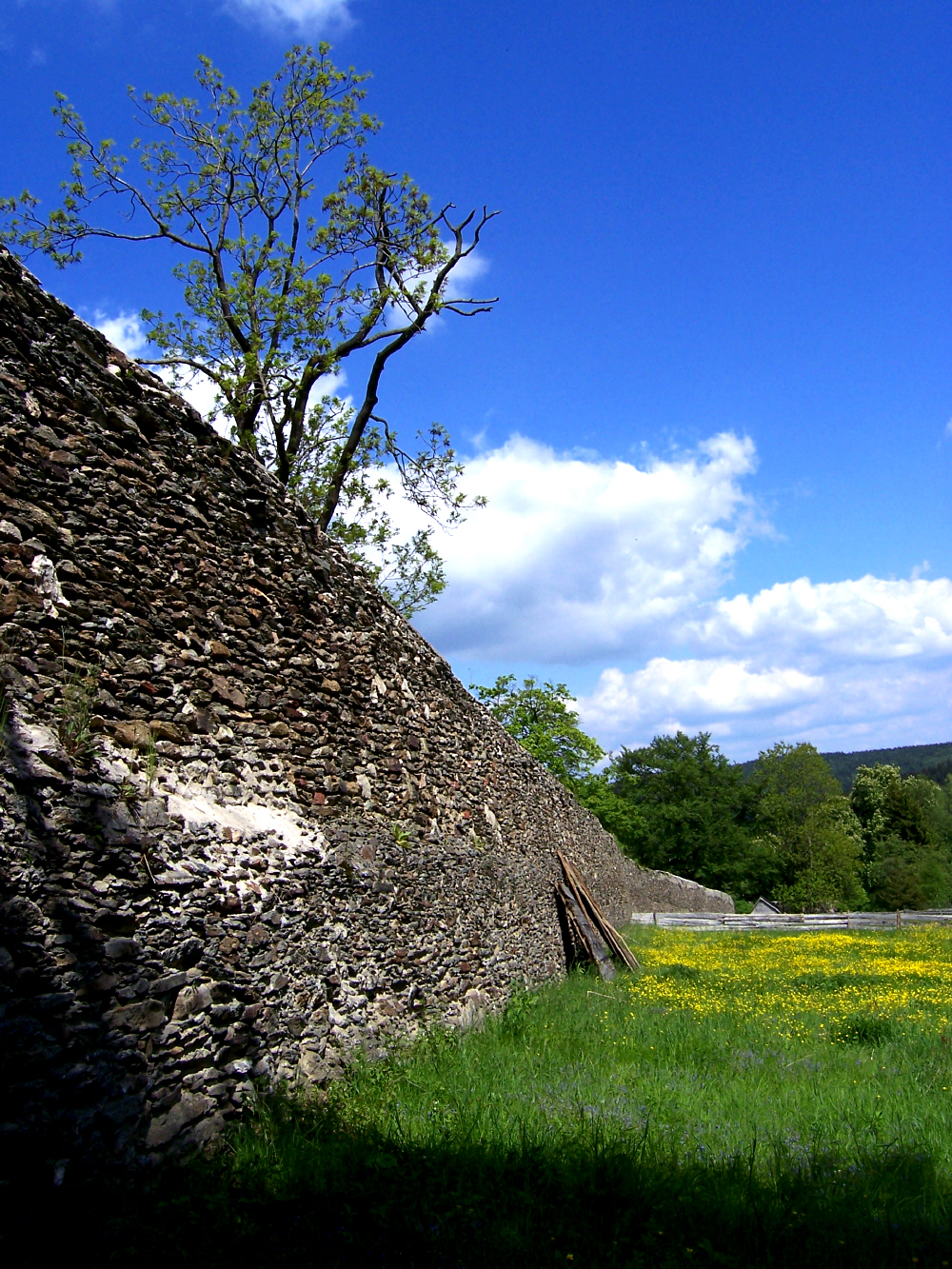
Стена монастыря в Грюнхайне

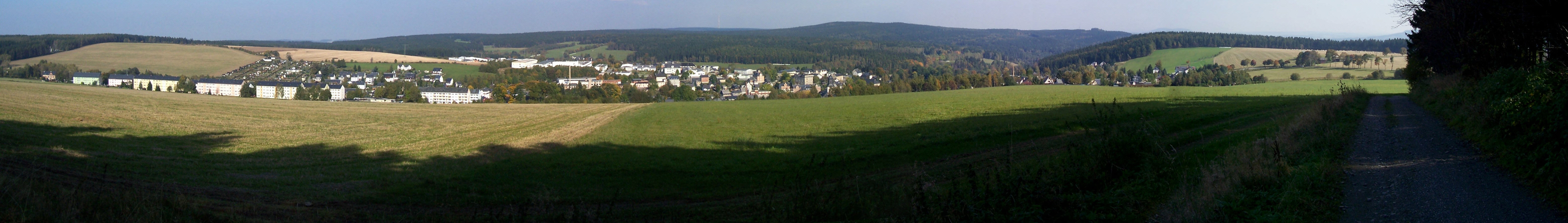
Вид из зеркального леса на Грюнхайн